# San Francisco Nuxaño
San Francisco Nuxaño là một đô thị thuộc bang Oaxaca, México. Năm 2005, dân số của đô thị này là 341 người.